# 维兰德罗
维兰德罗（義大利語：Villandro，發音：[vilˈlandro]，發音：[fɪˈlandɐs]）是意大利波尔扎诺自治省的一个市镇。总面积44平方公里，人口1908人，人口密度43.4人/平方公里（2009年）。ISTAT代码为021114。